# Municipio de Choctaw (condado de Van Buren)
El municipio de Choctaw (en inglés: Choctaw Township) es un municipio ubicado en el condado de Van Buren en el estado estadounidense de Arkansas. En el año 2010 tenía una población de 1226 habitantes y una densidad poblacional de 20,36 personas por km².

## Geografía
El municipio de Choctaw se encuentra ubicado en las coordenadas 35°31′1″N 92°24′43″O / 35.51694, -92.41194. Según la Oficina del Censo de los Estados Unidos, el municipio tiene una superficie total de 60.2 km², de la cual 54.56 km² corresponden a tierra firme y (9.37%) 5.64 km² es agua.

## Demografía
Según el censo de 2010, había 1226 personas residiendo en el municipio de Choctaw. La densidad de población era de 20,36 hab./km². De los 1226 habitantes, el municipio de Choctaw estaba compuesto por el 93.39% blancos, el 0.73% eran afroamericanos, el 0.57% eran amerindios, el 0.73% eran asiáticos, el 0.08% eran isleños del Pacífico, el 2.37% eran de otras razas y el 2.12% pertenecían a dos o más razas. Del total de la población el 3.83% eran hispanos o latinos de cualquier raza.